# Regen maakt de grond zacht
Regen maakt de grond zacht is een hoorspel van Michal Tonecki. Lisetta Stembord vertaalde het en de KRO zond het uit op vrijdag 7 juli 1972. De regisseur was Harry de Garde. De uitzending duurde 31 minuten.

## Rolbezetting
- Hetty Berger (mevrouw Kosko)
- Huib Orizand (meneer Kosko)
- Margreet Heemskerk (Elka, hun dochter)
- Martin Simonis (Melchior, hun zoon)
- Tom Jansen (Hubert)
- Hans Karsenbarg (Nik)
- Louise Robben (Aniela)

## Inhoud
Een aantal mensen is aan het bridgen. Plotseling ontstaat er paniek. Ze vermoeden dat een meisje, Aniela, uit het raam is gesprongen. Niemand heeft iets gemerkt of gezien. Ze beginnen elkaar te beschuldigen en te verdenken. Is ze wel uit het raam gesprongen? Heeft niet iemand het raam opzettelijk opengezet en haar eruit gegooid? Maskers worden afgerukt, verhoudingen zonder enige terughoudendheid blootgelegd. Men vergeet te informeren bij het ziekenhuis. Midden in de chaos die door haar duistere sprong uit het raam zou zijn veroorzaakt, verschijnt Aniela. Dan blijkt dat ze helemaal niet uit het raam is gesprongen. De beschuldigingen beginnen opnieuw. Men in bang toch nog in opspraak te komen. De auteur prikt in zijn spel door het gepolijste buitenkantje van de samenleving heen. Uiteindelijk bepalen haat, liefde, wanhoop en jaloezie de onderlinge verhoudingen. Het spel komt tot een climax wanneer blijkt dat het raam nog steeds open staat…